# El padre Trampitas
El padre Trampitas es una película de comedia y drama mexicana de 1984, escrita y dirigida por Pedro Galindo III, y protagonizada por Adalberto Martínez «Resortes», Pompín Iglesias, Patricia Rivera, Lorena Velázquez e Isabel Martínez. Esta película fue filmada en locaciones de Brownsville, Texas, Estados Unidos y México, cuyo argumento y secuencia son similares y/o diferentes a los de las tres películas, El padre Pistolas (1961), de Eulalio González «El Piporro», El padrecito (1964), de Mario Moreno «Cantinflas» y Un cura de locura (1979), de Gaspar Henaine «Capulina».

## Trama
Un sacerdote que se hace cargo de un orfanato tiene dificultades para mantenerlo con donaciones, y no puede pagar la renta. Entonces, recurre a los juegos de azar y llega a hacerse boxeador.

## Elenco
- Adalberto Martínez «Resortes» como El Padre Chón/El Padre Trampitas
- Pompín Iglesias como Mr. Sam
- Patricia Rivera como Isabel
- Sergio Goyri como Rubén
- Víctor Alcocer como Matías
- Federico Curiel «Pichirilo» como Padre superior
- Lorena Velázquez
- Isabel Martínez
- Alfredo Solares como Cantinero cubano.
- César Escalero
- Alfredo Gutiérrez
- Alfredo Tarzan Gutiérrez como El Chato